# Вечерно училище
„Вечерно училище“ (на английски: Night School) е американски комедиен филм от 2018 г. на режисьора Малкълм Д. Лий, с участието на Кевин Харт, който също продуцира филма с Уил Пакър, както е съсценарист със Хари Рачфорд, Джоуи Уелс, Кат Келард, Никълъс Столър и Джон Хамбърг. Във филма участват Тифани Хадиш, Роб Ригъл, Романи Малко, Таран Килам, Мегалин Ечикунуоке, Ал Мадригал, Мери Лин Раджскуб, Кийт Дейвид, Ан Уинтърс, Фат Джо, Бен Шварц, Ивон Орджи и Бреша Уеб. Филмът е пуснат в САЩ от „Юнивърсъл Пикчърс“ на 28 септември 2018 г., и печели повече 103 млн. щ.д. в световен мащаб, но получава негативни отзиви от критиците.

## Актьорски състав
| Актьор             | Роля                   |
| ------------------ | ---------------------- |
| Кевин Харт         | Тиодор Уокър           |
| Тифани Хадиш       | Кари Картър            |
| Тарам Килъм        | Себе си                |
| Роб Ригъл          | Маккензи               |
| Романи Малко       | Джейлън                |
| Мери Лин Раджскуб  | Тереза                 |
| Ал Мадригал        | Луис                   |
| Ан Уинтърс         | Мила                   |
| Фат Джо            | Боби                   |
| Бен Шварц          | Марвин                 |
| Мегалин Ечикунуоке | Лиса Кинг              |
| Кийт Дейвид        | Джералд Уокър          |
| Бреша Уеб          | Дениз Уокър            |
| Дона Бискоу        | Гладис Уокър           |
| Ивон Орджи         | Мая, приятелка на Лиса |

## Продукция
Снимките започват в Атланта, Джорджия през септември 2017 г.

## В България
В България филмът е пуснат по кината на същата дата от „Форум Филм България“.
На 11 октомври 2021 г. е излъчен премиерно по „Би Ти Ви Синема“ в понеделник от 21:00 ч. Дублажът е записан в студио „Ви Ем Ес“ и екипът се състои от:
| Озвучаващи артисти  | Елисавета Господинова Яница Митева Станислав Димитров Симеон Владов Кирил Ивайлов |
| Преводач            | Яна Кецкерова                                                                     |
| Тонрежисьор         | Георги Калудов                                                                    |
| Режисьор на дублажа | Веселина Стоилова                                                                 |